# Andrés Reyes Cristi
Andrés Reyes Cristi (Santiago de Chile, 20 de noviembre de 1984) es un actor de teatro, cine y televisión chileno. Se hizo conocido en televisión con la teleserie Floribella.

## Biografía
Egresado del Colegio San Ignacio de El Bosque, Realizó sus estudios profesionales de teatro en la Universidad de Chile. Cursó un seminario de actuación en el Centro de Investigación de Teatro la Memoria, de Alfredo Castro.
Obtendría popularidad en la telenovela Floribella de Televisión Nacional de Chile. Tras Floribella vino El Señor de la Querencia en el que personificaba a Luis Emilio Echenique; luego Hijos del Monte en el que encarnaba al más pequeño del clan, Lucas del Monte. 
En 2010 participa en Martín Rivas, encarnando a Amador Molina. luego de eso participa en Témpano, en la que personifica a Rocco Grau. En 2013 grabó Chico Reality, tele-serie de megavisión en la cual interpreta al personaje Pollo Miranda.
En teatro ha participado en varios montajes con distintas compañías, desempeñándose como actor y asistente de dirección. Entre los montajes destacan "L, la oficina", "E, Ejercito", "C, Civil" de la compañía Versión oficial. "Munchile" re-montaje de la versión original de Rodrigo Achondo.  "la virgen de hierro" compañía la Familia teatro. "las tres hermanas" de Anton Chejov, "La Amante Fascista" De Alendro Moreno "bailando para ojos muertos" de Juan Radrigán dirigidas por Víctor Carrasco. 
En cine ha participado en los proyectos "la esmeralda 1879" "0334: Terremoto en Chile".
En series ha participado en "Algo habrán Hecho" de Nicolas Acuña, "Picinic" de Via X y "Rosa" de Andrés Wood entre otras.

## Filmografía

### Telenovelas
| Teleseries | Teleseries               | Teleseries            | Teleseries |
| Año        | Teleserie                | Rol                   | Canal      |
| ---------- | ------------------------ | --------------------- | ---------- |
| 2006       | Floribella               | Nicolás Fritzenwalden | TVN        |
| 2007       | Alguien te mira          | DJ Andrew             | TVN        |
| 2008       | El Señor de la Querencia | Luis Emilio Echeñique | TVN        |
| 2008-2009  | Hijos Del Monte          | Lucas Del Monte       | TVN        |
| 2010       | Martín Rivas             | Amador Molina         | TVN        |
| 2011       | Témpano                  | Ricardo "Rocco" Grau  | TVN        |

### Series y unitarios
| Series y Unitarios | Series y Unitarios                         | Series y Unitarios                   | Series y Unitarios |
| Año                | Teleserie                                  | Rol                                  | Canal              |
| ------------------ | ------------------------------------------ | ------------------------------------ | ------------------ |
| 2008               | Gen Mishima                                | Joaquín Ahumada                      | TVN                |
| 2008               | Aída                                       |                                      | TVN                |
| 2010               | Algo habrán hecho por la historia de Chile | Francisco Núñez de Pineda y Bascuñán | TVN                |
| 2011               | 12 días que estremecieron a Chile          | Manuel                               | Chilevisión        |
| 2012               | Pic Nic                                    | Vícente                              | Via X              |
| 2013               | Ecos del desierto                          | Germán Berger (2000)                 | Chilevisión        |
| 2013               | Chico Reality                              | Pollo Miranda                        | Mega               |

### Cine
| Cine | Cine                  | Cine           | Cine |
| Año  | Película              | Rol            |      |
| ---- | --------------------- | -------------- | ---- |
| 2010 | La Esmeralda, 1879    | Vicente Zegers |      |
| 2011 | 03:34                 | Felipe         |      |
| 2015 | El bosque de Karadima |                |      |

### Programas de televisión
- Musica libre (Canal 13, 2001-2002) - Bailarín
- Improvisa o muere (TVN, 2009) - Invitado
- Buenos días a todos (TVN, 2011) - Invitado